# رنو مگان ئی-تک الکتریک
رنو مگان ئی-تک الکتریک یک کراس‌اوور برقی است که از سال ۲۰۲۲ توسط شرکت خودروسازی فرانسوی رنو تولید می‌شود. نام این خودرو از رنو مگان گرفته شده‌است اما پلتفرم و کلاس این خودرو با رنو مگان تفاوت دارد. از نظر اندازه این خودرو شبیه به رنو کپچر است اما پلت فرم اختصاصی خودروهای برقی باعث می‌شود فاصله بین دو محور طولانی‌تر و اندازه داخلی خودرو بزرگتر شود. نسخه تولیدی این خودرو در نمایشگاه بین‌المللی خودروی آلمان ۲۰۲۱ در مونیخ در سپتامبر ۲۰۲۱ رونمایی شد، در حالی که فروش در اروپا در فوریه ۲۰۲۲ آغاز می‌شود.

## بررسی اجمالی

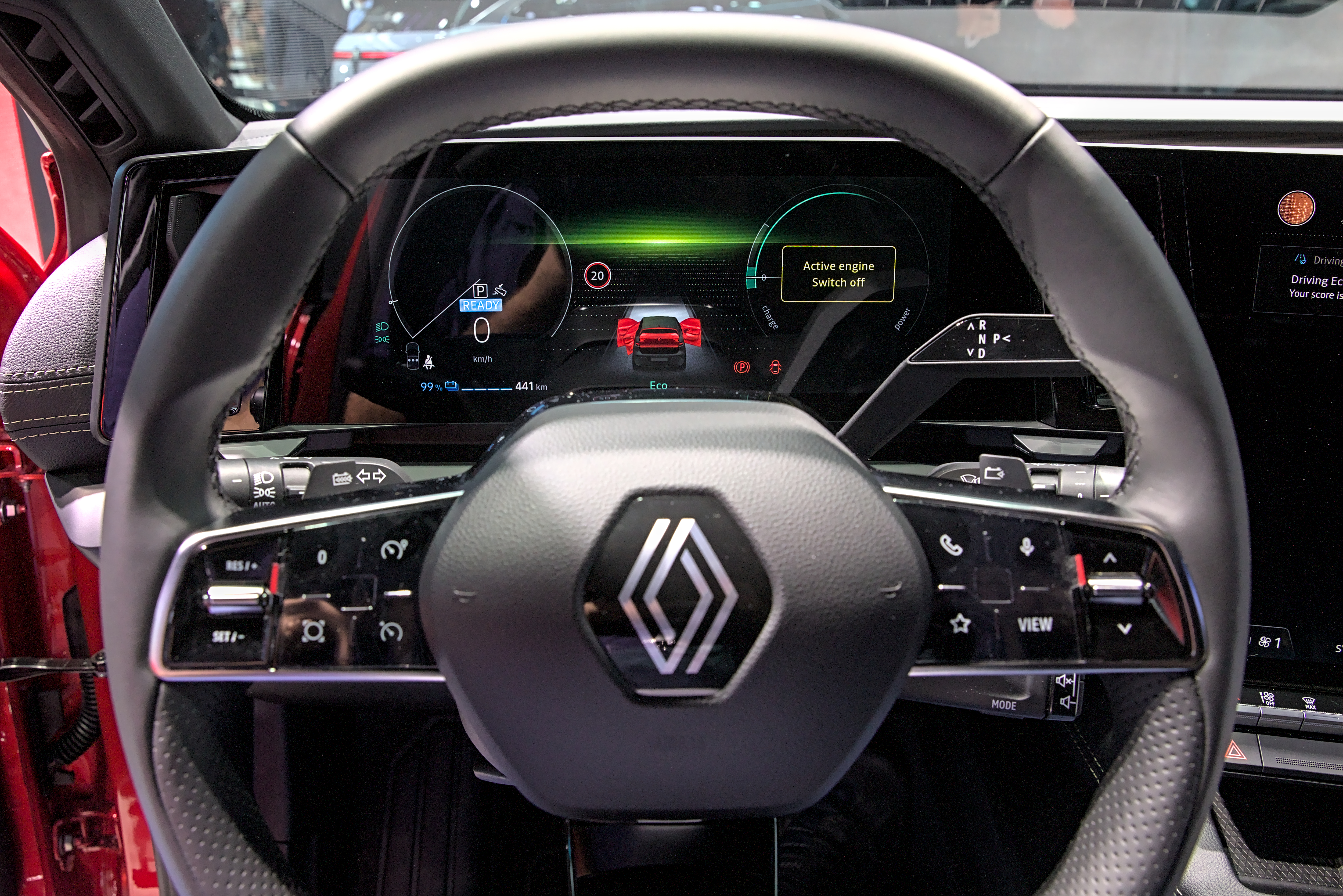
فرمان خودرو

نسخه پیش نمایش این خودرو در قالب یک خودروی مفهومی در اکتبر ۲۰۲۰ رونمایی شد، و پس از آن پیش نمایش نمونه اولیه تولیدی در ژوئن ۲۰۲۱ انجام شد.
این خودرو از باتری باریک ۶۰ کیلووات ساعت استفاده می‌کند که با نرخ شارژ سریع تا ۱۳۰ کیلووات سازگار است، باتری به خودرو اجازه می‌دهد تا خودرو بتواند در طول ۱۲۴ مایل (۲۰۰ کیلومتر) پیمایش کند. موتور این خودرو ۱۶۰ کیلووات (۲۱۵ اسب بخار؛ ۲۱۸ اسب بخار متری) قدرت تولید می‌کند. صفر تا صد کیلومتر این خودرو ۸ ثانیه است.

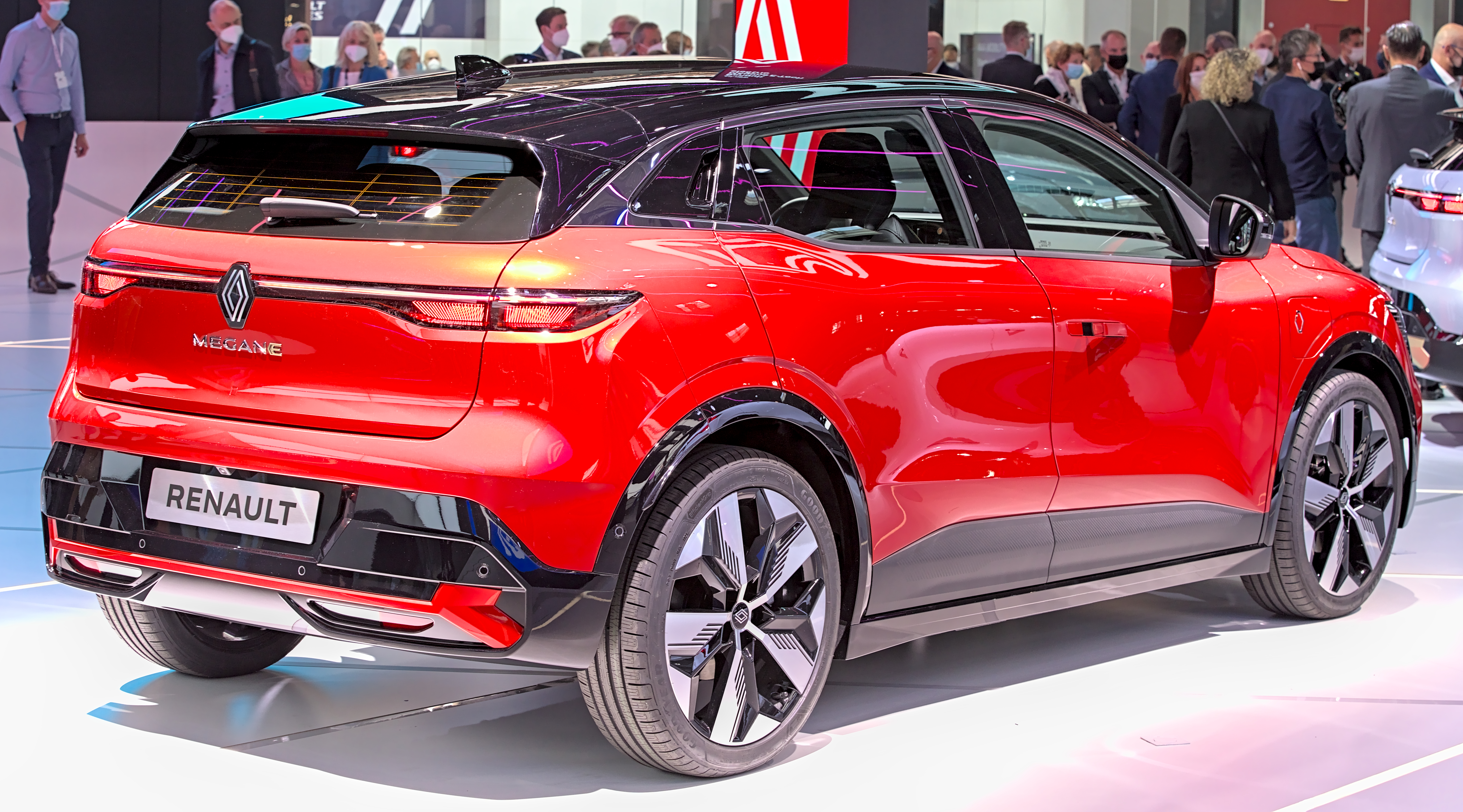
نمای عقب